# Strada Ricasoli
Strada Ricasoli è una via del centro storico di Grosseto, in Toscana.
La via è documentata come via del Ghetto sin dal XVII secolo e mette in collegamento piazza del Sale, all'ingresso del centro storico da Porta Vecchia, con la centrale piazza Dante.

## Storia
La strada metteva in comunicazione il terzo meridionale di San Giorgio, posto nell'immediato ingresso dalla porta principale delle mura, con la piazza centrale della città, e già dal XVII secolo è conosciuta con il nome di "via del Ghetto". La presenza di ebrei a Grosseto non è documentata in maniera stabile e non vi sono attestazioni di una comunità cospicua residente in questa città: è stato ipotizzato che anche a Grosseto si fosse stabilito un nucleo di famiglie ebree tra XVI e XVII secolo, esattamente come nel caso della vicina Pitigliano, ma a differenza della città del tufo qui tale comunità non aveva trovato una vera continuità, lasciando traccia solamente nella toponomastica.
I documenti dimostrano come in tale strada risiedessero infatti nel XVII secolo anche istituzioni religiose e cittadini grossetani cristiani. All'ospedale di Santa Maria della Scala appartevano, in seguito a una donazione del 1664, «due casaglie poste in Grosseto in contrada del Ghetto attaccate insieme confinando le logge di Piazza», e lo storico Francesco Anichini, nella sua Storia ecclesiastica della città e diocesi di Grosseto (1751) scriveva che nel 1634 fu preteso dal convento di San Francesco che «nella casa venduta al signor Mario Rampini dal nob. sig. Domenico Cittadini senese, posta in via del Ghetto contrada di S. Giorgio vi sia una perpetua di lire 14 l'anno a favore dei padri e coll'obbligo ai medesimi di due uffizi l'anno. La qual casa apparteneva già a Iacomo Panuchio di Siena e donna Domenica vedova lasciata dal medesimo nel suo testamento dal 10 maggio 1625 rogito da ser Ricciardo Golzi notaro, aggravò i suoi eredi di un tal peso colle caducità a detti padri non adempiendo, nel qual testamento si descrive situata di rimpetto all'osteria di S. Giorgio»; sempre lo stesso Anichini descriveva la via del Ghetto come accessibile dalla porta cittadina per raggiungere la piazza centrale della città, «in maniera che giunti vicino al termine di tale strada a sinistra vi è un loggiato di trentadue archi».
Nel 1760 il canonico Jacopo Boldrini descriveva la via nella sua Relazione sul Capitanato di Grosseto, evidenziando la presenza all'imbocco della strada di una lapide in marmo, ancora presente, posta dall'Ufficio dei fossi e riguardante la pulizia e l'igiene della città. Scrive Boldrini che nella piazza vi erano tre iscrizioni in marmo, «una al canto delle prigioni, l'altra al canto del macello, ed una terza, simile è in via del Ghetto presso l'imboccatura della piazza medesima, le quali tutte corrispondono a tre terzi, ne' quali fu divisa la Città dal Maestrato de' Fossi, e in sostanza prescrivono quei determinati giorni della settimana, ne' quali deve passare pel respettivo Terzo la caretta del detto Maestrato per levare l'immondizia delle strade».
Il toponimo è attestato ancora nella carta del catasto leopoldino realizzata da Gaetano Becherucci nel 1823. L'intitolazione a Bettino Ricasoli è avvenuta negli anni immediatamente successivi all'unità d'Italia, quando l'amministrazione comunale effettuò una complessiva sostituzione dell'odonomastica cittadina per celebrare le persone e i luoghi del Risorgimento.
La strada, per la presenza di esercizi commerciali, bar e caffè, è una delle principali vie dello shopping cittadino.

## Descrizione

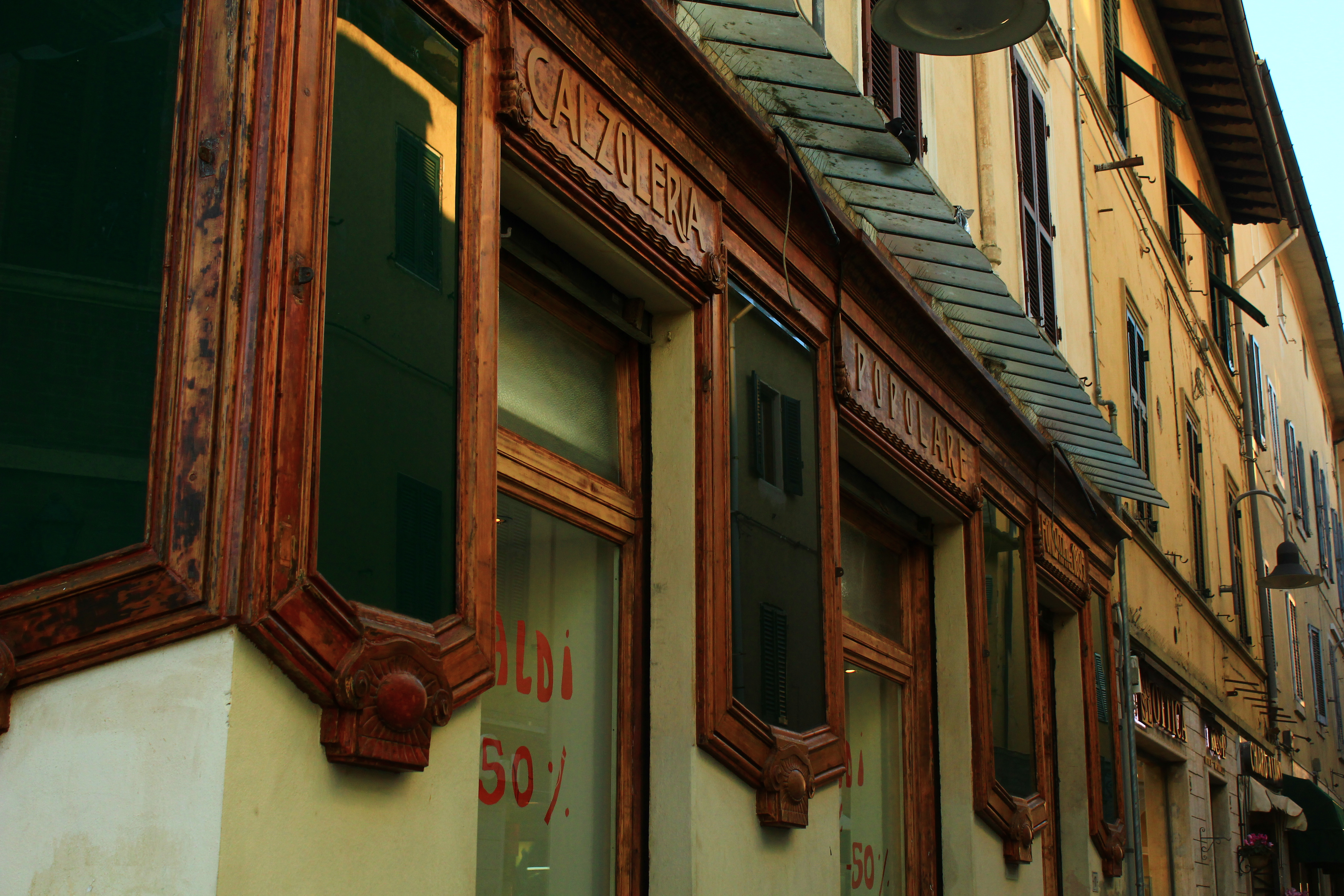
I paramenti decorativi liberty di palazzo Carmignani

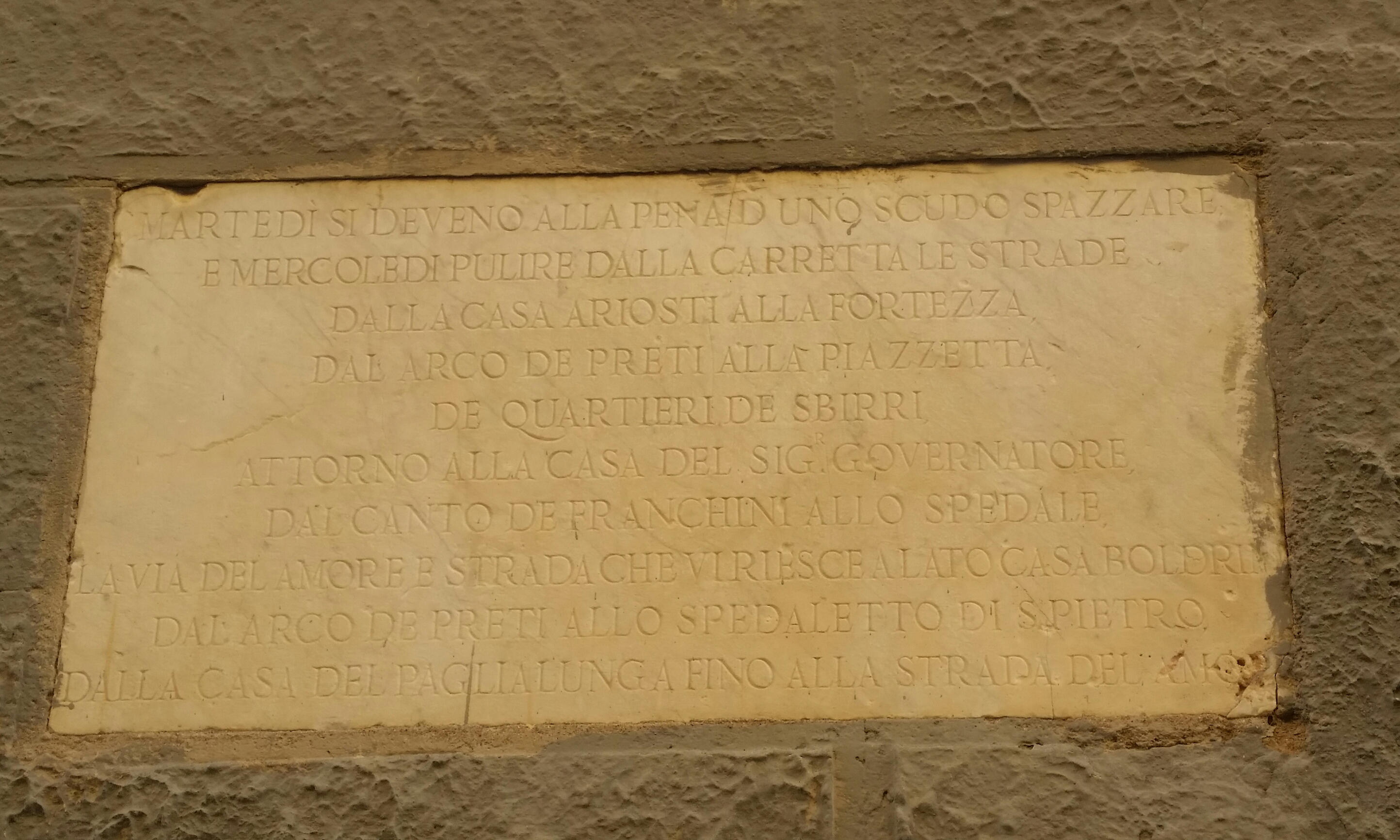
La lapide dell'Ufficio dei fossi all'imbocco di strada Ricasoli

Situata nel pieno centro storico della città, la strada si articola in direzione sud-nord, ha origine dalla meridionale piazza del Sale, presso la Porta Vecchia delle mura di Grosseto, e termina, dopo un breve tratto, nella parte sud-orientale di piazza Dante.
Lungo il suo breve percorso, si incontrano sul lato sinistro il palazzo Carmignani, ristrutturato nel 1921 su progetto di Ivaldo Reggiani, con la calzoleria ospitata al piano terreno che conserva gli originari arredi in stile liberty e, nella parte finale, l'imbocco sud-orientale del loggiato-porticato a trentadue archi che caratterizza il lato meridionale e quello occidentale di piazza Dante; dirimpetto ai portici, nella parte terminale destra della strada in angolo con via Galilei, si affaccia l'angolo meridionale di palazzo Aldobrandeschi.
Sul lato sinistro della strada, presso l'imbocco ai portici di piazza Dante, è situata una lapide posta dall'Ufficio dei fossi per informare circa le pulizie delle strade e già documentata da Jacopo Boldrini nel 1760. L'iscrizione recita: